# Accordance
Accordance ist eine Bibelsoftware des Unternehmens OakTree Software zum Studium der Bibel.
Accordance ist unter anderem durch seine umfangreichen Suchfunktionen und seine vielfältigen Möglichkeiten der Arbeit am biblischen Text in seinen Ursprachen (Hebräisch, Aramäisch und Griechisch) im wissenschaftlichen und akademischen Bereich sehr beliebt. Accordance läuft unter macOS, Windows, iOS und Android. Über Wine ist eine Nutzung der Windows-Version unter Linux möglich.
Accordance ist modular aufgebaut und kann mit zahlreichen Bibelübersetzungen in verschiedenen Sprachen und Hilfsmitteln wie Wörterbüchern oder Lexika erweitert werden.

## Geschichte
Roy Brown, der Vorsitzende von OakTree Software und Anwendungsentwickler, schuf mit ThePerfectWord im Jahr 1988 eines der ersten Bibel-Programme für den Macintosh. ThePerfectWord wurde später von einem anderen Unternehmen aufgekauft und in MacBible umbenannt. In den frühen 1990er Jahren gab es eine Reihe von guten Programmen zum Bibelstudium für den Mac. Allerdings sah Brown die Notwendigkeit für ein neues Programm, das anspruchsvollere Arten des Bibelstudiums ermöglichen sollte, damit Wissenschaftler und Pastoren eingehende Untersuchungen an den griechischen und hebräischen Grundtexten der Bibel vornehmen können. Accordance 1 wurde im Februar 1994 veröffentlicht und für seine Leistung und Benutzerfreundlichkeit geschätzt.
Eine umgeschriebene Version von Accordance 5, die nativ unter macOS (damals Mac OS X) lief, wurde zu Beginn des Jahres 2002 veröffentlicht. Das Unternehmen hat die Software seither beständig verbessert und um Funktionen wie das native Rendering-System Quartz erweitert. Mit Accordance 8 wurde im Mai 2008 die Universal Binary Version für Intel-basierte Macs eingeführt. Die Version 9 wurde im September 2010 veröffentlicht. Accordance 10 mit umfassenden Neuerungen erschien im August 2012. Am 30. September 2013 erschien erstmals eine eigenständige Windows-Version von Accordance.
Accordance wurde am 30. Dezember 2010 als kostenlose App für iOS veröffentlicht. Seit 2018 existiert auch eine Version für Android.

## Deutsche Bibelübersetzungen
- BasisBibel Neues Testament
- Die Schrift (Buber/Rosenzweig)
- Einheitsübersetzung
- Elberfelder Bibel 1905, Revidierte 1985
- Gute Nachricht Bibel
- Neue Genfer Übersetzung – Neues Testament und die Psalmen
- Leonberger Bibel
- Lutherbibel 1545, 1912, 1984, 2017
- Menge-Bibel
- Schlachter-Bibel 1951, 2000
- Zürcher Bibel